# Tall Dżammal
Tall Dżammal (arab. تل جمال) – wieś w Syrii, w muhafazie Al-Hasaka. W 2004 roku liczyła 905 mieszkańców.